# Spoorlijn Altenglan - Kusel
De spoorlijn Altenglan - Kusel is een Duitse spoorlijn in Rijnland-Palts en is als spoorlijn 3202 onder beheer van DB Netze.

## Geschiedenis
Het traject werd door de Gesellschaft der Pfälzischen Nordbahnen geopend op 20 september 1868.  

## Treindiensten
De Deutsche Bahn verzorgt het personenvervoer op dit traject met RB treinen.
| Serie | Treinsoort                    | Route | Bijzonderheden                             |
| ----- | ----------------------------- | --- | ------------------------------------------ |
| RB 67 | Regionalbahn (DB Regio Mitte) | [ Kaiserslautern Hbf – Einsiedlerhof – Kindsbach – ] Landstuhl – Ramstein – Glan-Münchweiler – Altenglan – Kusel | alleen in de spits van/naar Kaiserslautern |

## Aansluitingen
In de volgende plaatsen is of was er een aansluiting op de volgende spoorlijnen:
Altenglan
DB 3281, spoorlijn tussen Homburg en Staudernheim
Kusel
DB 3201, spoorlijn tussen Türkismühle en Kusel

## Galerij

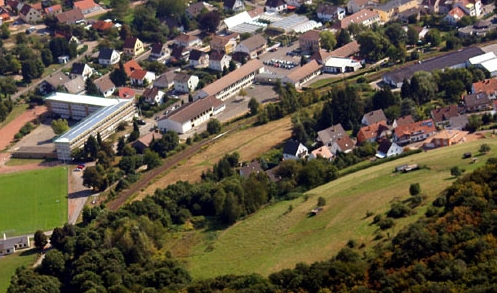
Tracé bij Altenglan
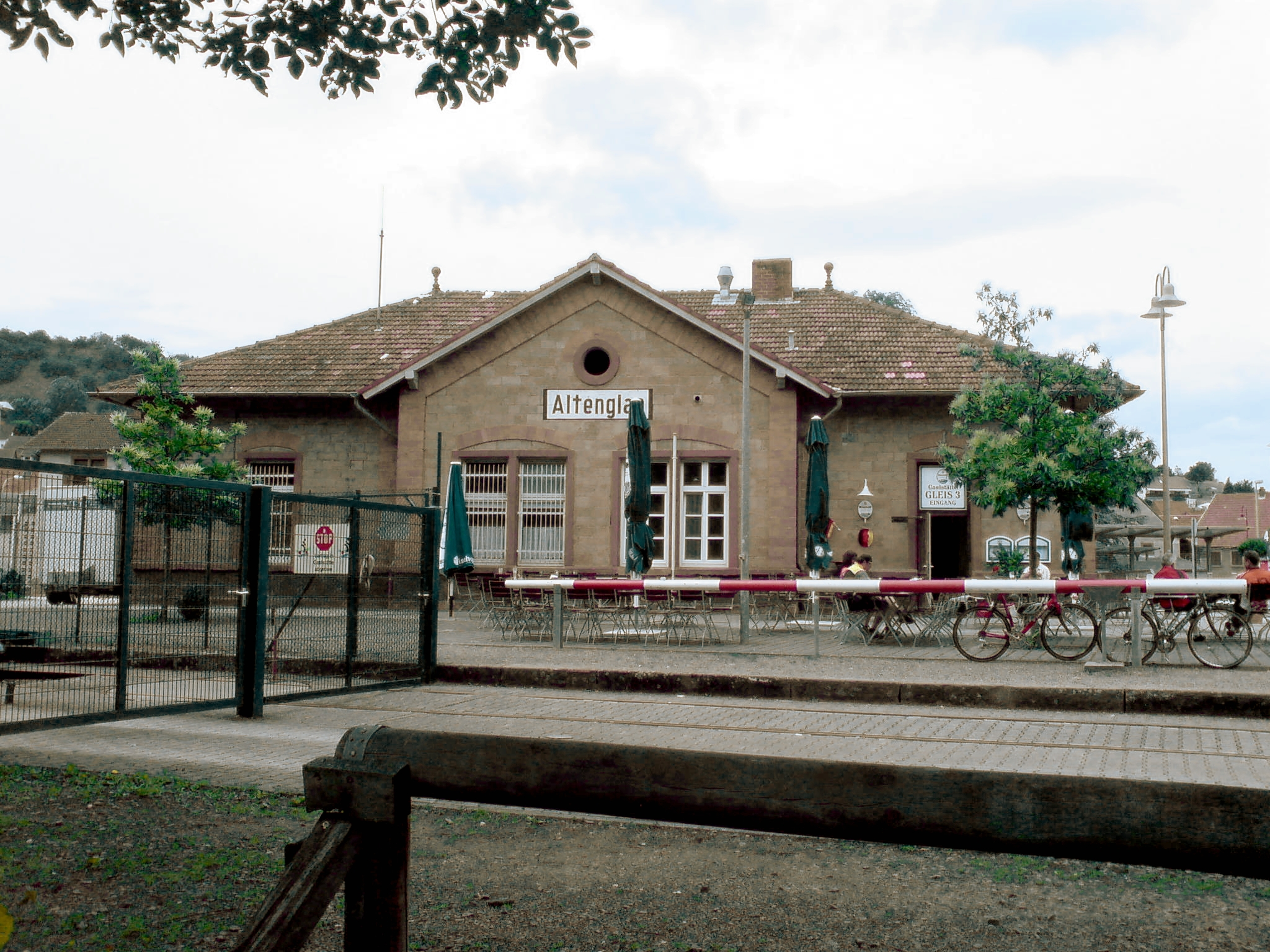
Station Altenglan